# David Talbot
David Talbot è un personaggio immaginario della saga delle Cronache dei vampiri di Anne Rice.

## Vicende di David Talbot
David Talbot era il superiore generale dell'organizzazione segreta del Talamasca, che da secoli investiga e compie ricerche sui fenomeni soprannaturali.
Il personaggio di David viene introdotto per la prima volta nel terzo libro delle Cronache, La regina dei dannati; egli è un uomo anziano che incontra sia Lestat de Lioncourt che Louis de Pointe du Lac alla fine del romanzo. Lestat lo tenta con il Dono Tenebroso, ma David gli resiste e rifiuta.
David in seguito ha un ruolo di coprotagonista nel libro quarto: Il ladro di corpi. Lestat dopo aver cercato di suicidarsi esponendosi al sole nel Deserto di Gobi, si reca da David che lo cura e lo ospita per un po' di tempo nella sua casa. Poi Lestat, sempre desideroso di terminare la propria vita da immortale, accetta di scambiare il proprio corpo con quello di  Raglan James, non intuendo il pericolo a cui andava incontro. Sarà di nuovo David ad aiutare Lestat nel recuperare il proprio corpo, ma nel processo David stesso acquisisce il corpo precedentemente rubato da Reglan James, quello di un giovane ed attraente anglo-indiano. Lestat quindi uccide Reglan dentro al vecchio corpo di David e trasforma quest'ultimo in vampiro nel suo nuovo corpo, giovane e piacente. I due iniziano quindi una relazione stabile.
Nei libri seguenti David diventa una specie di confidente degli altri vampiri del gruppo, fungendo da intervistatore mentre questi raccontano le loro storie, come nel libro Armand il vampiro. In Merrick la strega, David Talbot contatta la protagonista del libro per richiamare lo spirito di Claudia a favore di Louis che ancora prova un senso di colpa per la sua fine. In seguito, nello stesso libro, David contribuisce a ristabilire Louis dopo che quest'ultimo ha cercato di suicidarsi.